# ام الضهي (بكيل المير)

تعديل مصدري - تعديل

ام الضهي هي إحدى قرى عزلة العطن بمديرية بكيل المير التابعة لمحافظة حجة، بلغ تعداد سكانها 107 نسمة حسب تعداد اليمن لعام 2004.